# Siddha Yoga
Siddha Yoga  (Literalmente "El Yoga Perfecto") es un camino espiritual basado en la tradición Vedanta y el Shaivismo de Cachemira. El camino espiritual de Siddha Yoga fue fundado por Swami Muktananda, y actualmente su líder más popular es Swami Chidvilasananda, también conocida como "Gurumayi", aunque existen más exponentes de esta forma de Yoga, tales como Mahamandeleshwar Swami Nityananda, entre otros.

## Creencias y enseñanzas
Las creencias básicas de Siddha Yoga son: la necesidad de un Shaktipat Gurú que al iniciar al discípulo, despierta en él la energía Kundalini; La devoción al Gurú y a Dios; la meditación, y la observancia de los conceptos escritos en la Bagavad Guita en la Guru Guita y otros textos sagrados de India.

## El nombre
Si bien "Siddha Yoga" es un nombre genérico para llamar a este tipo de Yoga en particular, Siddha Yoga Dham of America lo hizo una marca registrada. Por lo tanto, el nombre genérico más idóneo para llamar a este tipo de Yoga es la palabra "Siddhayoga".